# Daimler Manufacturing Company

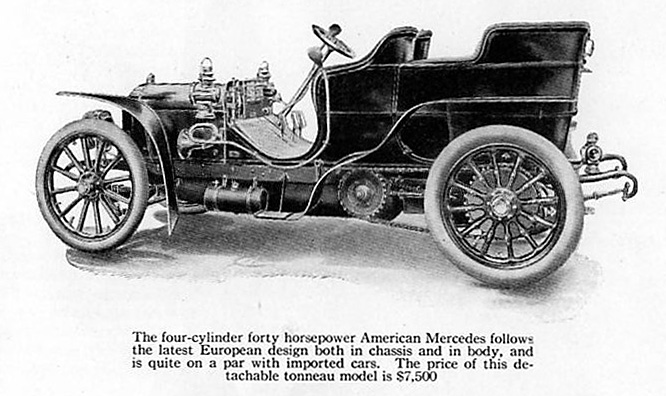
American Mercedes

Daimler Manufacturing Company, vorher Daimler Motor Company, war ein US-amerikanischer Hersteller von Automobilen.

## Unternehmensgeschichte
William Steinway gründete am 29. September 1888 das Unternehmen in Long Island City in New York City. In einem Werk in Hartford in Connecticut stellte er Motoren nach Lizenz der Daimler-Motoren-Gesellschaft her. Nach seinem Tod 1896 erfolgte die Umbenennung in Daimler Manufacturing Company. Neben Motoren entstanden auch einige Nutzfahrzeuge. 1905 begann die Produktion von Automobilen nach einer Lizenz von Daimler. Der Markenname lautete American Mercedes. Im Februar 1907 zerstörte ein Feuer das Werk. Daraufhin endete die Fahrzeugproduktion. Eine Quelle meint, dass weniger als 100 Fahrzeuge entstanden. 1913 wurde das Unternehmen aufgelöst.

## Fahrzeuge
Das einzige Modell war der 45 HP. Er hatte einen Vierzylindermotor mit 120 mm Bohrung, 150 mm Hub, 6785 cm³ Hubraum und 45 PS Leistung. Der Radstand betrug 323 cm. Ein Tourenwagen mit sieben Sitzen war zunächst die einzige Karosserieform. 1907 ergänzte eine ebenfalls siebensitzige Demi-Limousine das Sortiment.